# Гонсалес, Альберто (политик)
Альберто Гонсалес (англ. Alberto Recuerdo Gonzales, род. 4 августа 1955) — американский государственный деятель и адвокат, генеральный прокурор США с 2005 по 2007 год.

## Биография
Гонсалес родился в 1955 году в Сан-Антонио, штат Техас, в бедной семье мексиканского происхождения и своё детство провёл в Хьюстоне.
C 1973 по 1975 год он проходил военную службу в ВВС США, а в период с 1977 по 1979 год обучался в Военно-воздушной академии. Гонсалес также посещал Университет Райса и Гарвардскую школу права, после чего с 1982 по 1994 год работал в хьюстонской юридической компании Vinson & Elkins.
В 1994 году прежний губернатор штата Техас, Джордж Буш, назначил его своим юридическим советником. Впоследствии Гонсалес также занимал пост секретаря штата Техас (1997—1999) и был членом верховного суда штата (1999—2001). Вступив в должность президента, Буш-младший назначил Гонсалеса юрисконсультом Белого Дома (2001—2005). На этом посту Гонсалес выступил одним из главных идеологов политики в отношении пленных, захваченных в Афганистане и Ираке, выступая за право властей задерживать любого подозреваемого в террористической деятельности на неопределённый срок. После скандала по поводу пыток заключённых в тюрьме Абу-Грейб достоянием общественности стал один из меморандумов Гонсалеса, датируемый 2002 годом, в котором он утверждал о нецелесообразности применения положений Женевской конвенции в отношении боевиков Аль-Кайды и Талибана. Это сделало юрисконсульта объектом критики со стороны многих правозащитников.
Политика Гонсалеса в отношении заключённых стала основной причиной, по которой его кандидатура на пост генерального прокурора, выдвинутая в 2004 году, вызвала серьёзные возражения в Сенате. Однако 3 февраля 2005 года Сенат всё же утвердил его в должности генерального прокурора.
В марте 2007 года стало известно, что Гонсалес уволил восемь федеральных прокуроров, мотивировав это их политической неблагонадёжностью. Проведённое расследование установило, что в администрации президента ранее уже вынашивались планы по увольнению всех федеральных прокуроров, и не последнюю роль в этом деле сыграл замглавы администрации Карл Роув. В том же году Гонсалес был обвинён в даче ложных показаний по делу о программе по прослушиванию телефонных разговоров. В результате в августе он подал прошение об отставке и 17 сентября 2007 года официально оставил должность.
В августе 2009 года он стал работать преподавателем политологии в Техасском технологическом университете. Гонсалес женат, имеет троих детей.
2 февраля 2016 года включён Российской Федерацией в санкционный список лиц, которым закрыт въезд на территорию страны согласно Федеральному закону 272-ФЗ «О мерах воздействия на лиц, причастных к нарушению основополагающих прав и свобод граждан Российской Федерации».